# Óleo de néroli
O Óleo de Néroli é um óleo similar em aroma ao oléo de Bergamota produzido da flor da laranjeira Bergamota (Citrus aurantium var. amara ou Bergamia).
As flores são colhidas, normalmente manualmente, em fins de abril ao início de maio. O óleo etéreo é produzido por extração com solvente orgânico, pois as flores são muito frágeis para tolerar a destilação a vapor. De cada 1 tonelada colhida, obtém-se aproximadamente 1 kg de Néroli.
No final do século XVII, Anne Marie Orsini, duquesa de Bracciano e princesa de Nerola, introduziu a essência da flor de laranjeira como uma fragrância popular ao perfumar suas luvas e seu banho. Desde então, o nome de Néroli é usado para descrever essa essência. O Néroli possui um aroma apimentado, refrescante e distinto com características doces e florais. É um dos óleos florais mais utilizados na perfumaria. É uma substância atóxica, não-irritante, não-degradável e foto-atóxica. Mais de 12% de todas as qualidades de perfumes modernos usam o Néroli como seu ingrediente principal. Ele combina bem com qualquer óleo cítrico, vários florais absolutos e a maioria dos componentes sintéticos disponíveis no mercado. O óleo de Néroli é um elemento clássico no design de fragrâncias e um dos mais usados na indústria. Ele também é usado em sabores (indústria alimentícia), onde tem uso limitado.
Como um óleo essencial, usado na aromaterapia e massagem, credita-se ao Néroli efeito calmante no sistema nervoso. Tradicionalmente, o óleo de Néroli não era só usado para aliviar a tensão e a ansiedade, mas também para melhorar a circulação e curar varizes. A solução é feita ao adicionar três ou quatro gotas do óleo essencial a um copo de óleo de amêndoa doce ou óleo de gérmen de trigo. O óleo é, então, concluído ao adicionar extrato de semente de toranja, mas se a solução for usada em crianças e mulheres grávidas, somente metade da quantidade de óleo essencial deve ser usada.
O óleo de Néroli também é um dos ingredientes da OpenCola.